# Георг I фон Зайн-Витгенщайн
Георг I фон Зайн-Витгенщайн (на немски: Georg I von Sayn-Wittgenstein; * ок. 1420; † 7 май 1472) от рода Зайн-Витгенщайн е граф на Графство Витгенщайн.

## Произход
Той е вторият син на граф Йохан I фон Зайн-Витгенщайн († 1436) и съпругата му Катарина фон Золмс (* ок. † 1415), дъщеря на Йохан IV фон Бургзолмс († 1402) и Елизабет фон Золмс († 1386). Брат е на Йохан, каноник в Кьолн († 1412), Вернер фон Зайн (ок. 1424 – 1472), каноник в Трир и Кьолн, Готфрид фон Зайн (ок. 1422 – 1461), деан на Кьолн, Елизабет, омъжена ок. 1431 г. за Дитрих фон Линеп-Хелпенщайн († 1446), Ирмгард, омъжена за Хайнрих фон Виш, и на Елизабет, монахиня в Кьолн.

## Фамилия
Георг I се жени на 1 март 1436 г. за графиня Елизабет фон Марк (ок. 1400 – 1474), вдовица на граф Симон V Векер фон Цвайбрюкен-Бич († 1426/1437?), дъщеря на граф Еберхард II фон Марк-Аренберг († 1440/1454) и Мари де Браквемонт от Седан († 1415). Те имат децата:
- Мехтилд
- Вернер фон Зайн (ок. 1425 – 1484), каноник в Кьолн и Трир
- Георг фон Зайн († 1510), каноник в Кьолн
- Катарина фон Зайн (ок. 1430 – ок. 1501), омъжена за Вилхелм II фон Райхенщайн (ок. 1439 – 1474)
- Еберхард (1425 – 1494), граф на Зайн-Витгенщайн, женен пр. 1472 г. за Маргарета фон Родемахерн (1450 – 1509)
- Йохан VI (* ок. 1430 – 1492), граф на Зайн-Витгенщайн
- Йохан фон Зайн (ок. 1430 – 1517), каноник в Кьолн
- Вероника фон Зайн (ок. 1430 – 1511), омъжена 1477 г. за граф Филип II фон Насау-Вайлбург-Саарбрюкен (1418 – 1492)